# Whangarusa translucens
Whangarusa translucens är en kräftdjursart som först beskrevs av Charles Chilton 1884.  Whangarusa translucens ingår i släktet Whangarusa och familjen Eusiridae. Inga underarter finns listade i Catalogue of Life.